# Manne
Manne, är ett svenskt och finskt mansnamn, med fornnordiskt ursprung från ordet maðr som betyder man. Det kan även vara en smeknamnsform av Manfred, Emanuel eller Magnus. Namnet omnämns på en runsten i Tystberga: "Muskia och Manne, läto resa detta minnesmärke efter sin broder Rodger och sin fader Holmsten. Han hade vistats länge i väster. De dogo österut med Ingvar." 
Den 31 december 2014 fanns det 1 137 personer i Sverige med Manne som förnamn. Av dessa hade 631 Manne som tilltalsnamn. Det var vidare 18 personer med Manne som efternamn. År 2014 fick 29 pojkar Manne som tilltalsnamn.
Namnsdag: Saknas i dagsläget. Mellan 1986 och 1992 hade Manne namnsdag 14 oktober och mellan 1993 och 2001 26 mars. I den finlandssvenska namnsdagslängden har Manne namnsdag 26 mars sedan 1950, med en paus 1973–1988.

## Kända personer med förnamnet Manne
- Manne Berggren, journalist och radioreporter
- Manne Briandt, kompositör, sångtextförfattare, järnvägsingenjör
- Manne Forssberg, författare
- Manne Grünberger, skådespelare
- Manne Göthson, skådespelare
- Manne Hernberg, ingenjör
- Manne Hofrén, konsthistoriker och museiman
- Manne Ihran, konstnär
- Manne af Klintberg, clown
- Manne Lindhagen (1868–1936), svensk läkare
- Manne Lindhagen (1891–1973), svensk ingenjör
- Manne Nilsson, friidrottare (stavhopp)
- Manne Olsson, politiker (s)
- Manne Siegbahn, fysiker, Nobelpristagare i fysik 1924
- Manne Ståhl, politiker (fp)